# Нескінченний поїзд
«Нескінченний поїзд» (англ. Infinity Train) — американський анімаційний серіал-антологія сценариста Денніса Оуена. Перший показ відбувся 5 серпня 2019 року на телеканалі Cartoon Network.
Сюжет оповідає про низку осіб, які несподівано потрапляють у нескінченний поїзд, кожен вагон якого — це маленький світ. Шукаючи вихід, їм належить вирішити життєві проблеми та познайомитися з незвичайними жителями поїзда.

## Сюжет

### Перший сезон
Тюліп — здібна школярка, що захоплюється програмуванням. Вона планує поїхати до наукового табору, куди її мав відвезти батько. Проте її батьки нещодавно розлучилися і дедалі менше ладнають між собою. Батько не може її відвезти, тоді Тюліп вирушає в табір сама. Дорогою вона розуміє, що це займе надто багато часу, але перед Тюліп зупиняється поїзд. Дівчина виявляє, що кожен його вагон — це окремий маленький світ, кінця яким немає. Вона зустрічає кулястого робота Один-один і вирушає з ним на пошуки машиніста аби дізнатись як повернутися чи куди поїзд прямує.
Згодом Тюліп виявляє, що поїзд їде по пустці, наповненій чудовиськами, і стає свідком того як зникає інший пасажир. На її долоні з'являються числа, що зменшуються в міру того, як Тюліп просувається далі. Дівчина в компанії робота подорожує вагонами кілька тижнів, зустрічаючи різних істот. Їй так і не вдається з'ясувати що означають числа, бо вони зменшуються здавалося б випадковим чином. В одному зі світів, населених коргі, Тюліп зустрічає тамтешнього короля Аттикуса. Друзі стикаються з істотою Стюардом, схожою на пучок кабелів з маскою, котра краде сфери, що підтримують існування різних частин світів. Побачивши Тюліп, істота тікає, а Аттикус вирішує розшукати її.
За якийсь час Тюліп зустрічає Кішку, котра заманює дівчину в ілюзії. Тюліп занурюється у свої спогади, але розуміє, що вони всі без виключення веселі, чого не могло бути. Вона пригадує як було насправді, і звільняється. Друзі знову стикаються з руйнуванням світів, а в одному з них потрапляють до задзеркалля. Тюліп забирає дзеркальна поліція, згадуючи, що відображення, помінявшись з оригіналами, можуть втекти у Первинний світ. Справжня Тюліп мириться з відображенням і звільняє його в реальність. Стюард влаштовує засідку і схоплює Тюліп у вагоні — кімнаті розваг, а Один-один губиться. З'являється робот Машиніст, який звинувачує Тюліп у тому, що вона шукає вихід. Машиніст перетворює Аттикуса на чудовисько, але Тюліп знаходить Один-один і їм вдається втекти.
Число на долоні дівчини після цього починає зростати, віддаляючи від мети. Кішка розповідає, що Аттикуса можна повернути, якщо вирушити в спогади Машиніста. Вони з'ясовують, що Машиніст був жінкою Амелією, котра потрапила в нескінченний поїзд і захопила там владу. Число на долоні зменшується до нуля і перед Тюліп виникає прохід додому. Та вона відмовляється піти, не повернувши Аттикуса. Дівчина розуміє, що поїзд влаштований подібно до комп'ютерної програми, тож забирає спогади Амелії на відеокасету та досягає першого вагона. Там вона пропонує обміняти касету на повернення Аттикуса. Машиніст нападає, але Тюліп вдається розбити корпус робота, всередині якого виявляється постаріла Амелія. Тим часом Один-один знаходить в першому вагоні гніздо, підімкнувшись до якого отримує контроль над поїздом. Тюліп знаходить зразок коргі та повертає Аттикуса. Один-один пояснює, що він і був справжнім Машиністом, якого Амелія викинула за відмову створити вагон, де був би живий її наречений Олрік. Один-один пропонує дівчині повернутися додому і вона, попрощавшись з друзями, ступає у вихід. Амелія ж лишається в поїзді, адже її число дуже велике.
Минає сім місяців. Батьки Тюліп миряться і дівчина їде до омріяного табору, сказавши батькові, що «готова до всього».

### Другий сезон
Дзеркальний двійник Тюліп (ДТ) подорожує вагонами та виявляє, що перебуває в розшуку системою безпеки. Вона дізнається призначення поїзда — вирішувати в подорожах проблеми людей, і що номер на їх руці відповідає складності шляху. Проте ДТ не має номера, тож їй лишається вічно тікати. Якось вона дружиться з оленем, здатним змінювати форму. Разом вони натрапляють на хлопця Джессі, котрий потрапив на поїзд. Хлопець називає оленя Алан Дракула. Разом з ним Джессі й ДТ подорожують від вагона до вагона.
Дзеркальна поліція переслідує мандрівників аби заарештувати ДТ. Поліцейські підмовляють Джессі покинути подругу, а ДТ — відвернутись від Джессі, показавши як він поглузував зі свого брата Нейта. Зрештою Джессі й ДТ миряться та продовжують подорож. ДТ розповідає про Тюліп та зустрічає Кішку. Вона обманює друзів, запропонувавши виграти фальшиві двері назовні. ДТ з Джессі натрапляють на вагон, населений дітьми, котрі розважаються в поїзді, відмовивишись його покинути. Вони радять збільшувати число на руці, та Джессі розуміє, що ці діти лише безвідповідальні хулігани й покидає їх. Його число зменшується до нуля і хлопець повертається в реальний світ. ДТ лишається на поїзді, переслідувана поліцейськими.
ДТ вдається втекти з поїзда разом з оленем у навколишні пустки. Але тамтешні чудовиська невдовзі змушують її повернутись. ДТ дістається до вагона, де нові пасажири отримують номери. Вона сподівається отримати й свій номер, однак цього не стається. Один-один приходить до ДТ і визначає, що Джессі повернувся на поїзд і перебуває у вагоні підготовки. Його вдається отямити і хлопець пояснює, що повернувся за ДТ аби вивести її в реальний світ. Проте це неможливо, адже ДТ не прийшла ззовні, а з'явилася вже в одному з вагонів. Тоді завдяки дзеркальній поверхні власної долоні ДТ отримує відображення номера Джессі — 0. Обоє переносяться в реальний світ, де ДТ знайомиться з братом Джессі — Нейтом.

### Третій сезон
Хуліганка Грейс Монтро та її товариш Саймон Лоран командують своєю бандою, що грабує вагони. Вони вважають Провідника своїм пророком і носять на обличчі червону хвилясту лінію, як і він. Випадково Грейс і Саймон опиняються далеко від дому під час переміщення вагонів місцями. Вони намагаються виживати і знаходять дівчинку Гейзел, яка не має номера. Грейс вирішує використати Гейзел і її подругу-горилу Тубу, щоб повернутися додому. Коли вони вчотирьох проходять один з вагонів, номер Грейс раптово зменшується.
Пізніше вони зустрічають Кішку, в будинку якої лишаються перечекати хуртовину. Виявляється, що Кішка колись покинула Саймона, і тільки завдяки Грейс він вижив. Коли вагони вкотре переставляються, Туба з Гейзел лишаються в іншому вагоні. Грейс переконує горилу перекинути дівчинку, а коли Тубо стрибає слідом, Саймон скидає його під колеса. Шокована загибеллю подруги, Гейзел перетворюється на черпаху.
Грейс здогадується, що Гейзел стає черепахою, коли боїться, і намагається приховати це від Саймона. Коли діти досягають свого вагона, виявляється, що їхнього дому там вже немає, а потрібний вагон опинився позаду. Вони зустрічають Амелію, котра розповідає, що самі діти і є причиною перестановок. Саймон помічає зменшення номера Грейс, тому повертається до Кішки, щоб спитати як це виправити. Кішка пояснює, що зменшення номера показує просування до звільнення.
Тим часом Гейзел і Грейс здружуються з Амелією. Коли Саймон повертається, він застерігає, що номер Амелії дуже великий, а отже вона зробила багато злочинів. Під час сварки між ними Гейзел перетворюється на черепаху. Амелія розповідає, що ця дівчинка джерело аномалій поїзда і вона виникла внаслідок її невдалих спроб воскресити Олріка. Амелія забирає Гейзел, а Грейс із Саймоном лишаються у вагоні та продовжують шлях додому.
Саймон користується стрічкою зі спогадами Грейс, отриманою від Кішки, щоб переглянути її минуле. Зрозумівши, що Грейс не довіряє йому, Саймон лишає її в світі спогадів, а сам тікає на пошуки своєї банди. Грейс пригадує як вчинила крадіжку, щоб завжди заклопотані батьки звернули на неї увагу, визнає свою провину та отямлюється. Вона наздоганяє Саймона, але той об'єднує дітей проти неї та підбурює їх кинути Грейс під колеса поїзда. В ході їхньої суперечки, що переростає в бійку, номер Грейс зменшується, в Саймона — зростає. Саймон ледве не падає під колеса, а Грейс витягує його, але той зіштовхує її вниз. Тоді чудовисько з пусток нападає на Саймона і випиває з нього життя, а Грейс підхоплюють фігурки оригамі, які вона складала всю дорогу.
Грейс очолює дітей і закликає їх самим вирішувати ким бути. Її номер ще зменшується і майже досягає нуля.

### Четвертий сезон
Друзі дитинства Раян і Мін мріяли, закінчивши школу, створити дует і їздити з концертами. Коли вони влаштовують виступ, Мін в останню мить не наважується з'явитися на сцені. Друзі сваряться, Раян продовжує виступати сам, а Мін знаходить роботу в закусочній. За якийсь час Раян відвідує Міна та пропонує втілити їхню мрію — стати дуетом. Раян викрадає ключі Міна й тікає, змусивши його сісти на поїзд до Нью-Йорка. Цей поїзд виявляється нескінченним поїздом. Балакучий дзвінок Кез розповідає друзям, що вони повинні вирішити тут якусь свою проблему та пропонує вирушити до своєї подруги Морган.
Уже незабаром Раян і Мін дізнаються, що Кез переслідують у багатьох вагонах. Спершу на неї полює гурт інопланетян, а потім метелик-ковбой. Кез радить сховатися в салуні Амелії, але та здає гостей судді за винагороду. Потім Раян і Мін усвідомлюють, що не зрозуміли її підказок і насправді Амелія рятує їх від страти у велетенській електромухобійці. Продовжуючи шлях, друзі потрапляють у вагон, де мусять нагодувати величезне порося, щоб знайти вихід. Вони вчаться працювати разом і номери на їхніх долонях змінюються.
В одному з чергових вагонів Раян планує зробити концерт для гурту астронавтів, але Мін знову не приходить. Він вважає, що їхній гурт нікому не потрібен, але обоє зрештою вирішують співати для себе. Коли вони відвідують вагон-музей, то сваряться, звунувачуючи один одного в колишніх невдачах. Раян знаходить вихід з вагону, якого Мін, занурений у роздуми, не помічає. Тоді на Міна нападає чудовисько, що жило в картинах, Раян хоче врятувати друга і його номер зменшується до нуля. Перед Раяном відчиняється вихід з поїзда, та він відмовляється покинути Міна. Той теж знаходить вихід, але винить Раяна, що той покинув його.
Кез майже приводить друзів до свого дому — живого замку на ім'я Морган. Услід за Кез прибувають усі, кого вона якось образила, але не можуть потрапити в замок. Морган, однак, не рада гостям і гнівається за Кез, що вона знайшла «чергову заміну». Замок не хоче випускати Раяна з Морганом. Вони дізнаються, що раніше там жив інший відвідувач поїзда, Джеремі, якому Кез допомогла побороти почуття провини за загибель рідних. Коли Джеремі повернувся у свій світ, Морган сприйняла це як те, що Кез позбавила її найкращого друга. Друзі підтримують Кез, кажучи, що вона буває безвідповідальна, але неприємні випадки не підстава для гніву. Морган впускає переслідувачів усередину, щоб убити гостей, але Кез вибачається перед ними і ті миряться. Потім Раян і Мін вибачаються один перед одним і отримують вихід до рідного світу.
За якийсь час друзі дають спільний концерт і одна зі слухачок цікавиться чи можна купити їхній альбом.

## Сезони
| Сезони                     | Епізоди | Оригінальні покази | Оригінальні покази | Телеканал/сервіс |
| Сезони                     | Епізоди | Прем'єра           | Фінал              | Телеканал/сервіс |
| -------------------------- | ------- | ------------------ | ------------------ | ---------------- |
| Пілотний епізод            | 1       | 2 листопада 2016   | 2 листопада 2016   | YouTube          |
| 1 (Нев'януча дитина)       | 10      | 5 серпня 2019      | 9 серпня 2019      | Cartoon Network  |
| 2 (Розбиті віддзеркалення) | 10      | 6 січня 2020       | 10 січня 2020      | Cartoon Network  |
| 3 (Секта Провідника)       | 10      | 13 серпня 2020     | 27 серпня 2020     | HBO Max          |
| 4 (Дует)                   | 10      | 15 квітня 2021     | 15 квітня 2021     | HBO Max          |
| Короткі епізоди            | 10      | 19 жовтня 2019     | 16 листопада 2019  | YouTube          |

## Основні персонажі
- Тюліп (озвучує Ешлі Джонсон) — тринадцятирічна школярка, який захоплюється розробкою відеоігор. Прагнучи потрапити до наукового табору, потрапляє натомість у нескінченний поїзд, де переборює невпевненість, виниклу через розлучення батьків. У надії знайти вихід і повернутися додому, наполегливо подорожує від вагона до вагона.
- Один-один — кулястий білий робот з чотирма лапками, що шукає свою «маму». Складається з двох окремих роботів: оптимістичного Глед-один і песимістичного Сед-один. Як з'ясовується у фіналі першого сезону, Один-один — Машиніст поїзда, а «мама» — це консоль керування.
- Аттикус (Ерні Гадсон) — балакучий король собак коргі, що вирушає з Тюліп аби знайти лиходіїв, що напали на його королівство. Аттикус понад усе цінує честь і намагається дотримуватись вишуканих манер.
- Стюард/Провідник (Ешлі Джонсон) — робот, що складається з безлічі кабелів і білої маски. Служить Машиністу, виконуючи його накази в різних вагонах. Зокрема викрадає сфери, котрі підтримують світи всередині вагонів, аби створити світ, якого прагне Машиніст.
- Кішка (Кейт Малгрю) — біла кішка, здатна говорити, що подорожує по вагонах у вишуканій кулі. Має будинок в одному з вагонів, в якому зберігається різний мотлох, серед якого є і касети зі спогадами пасажирів. Служила Машиністу, поки не пересвідчилась завдяки Тюліп, що хазяїн невдячно використовує її.
- Машиніст/Амелія (Ліна Гіді) — пасажирка, що багато років тому зайняла місце оригінального Машиніста з метою створити вагон, в якому був би живий її загиблий чоловік Олрік. Її спроби, однак, лишилися невдалими і зрештою Тюліп переконала її, що слід не повертати минуле, а будувати майбутнє. Пізніше стала подорожувати по вагонах, шукаючи та виправляючи аномалії в його роботі.
- ДТ, Дзеркальна Тюліп (Ешлі Джонсон) — двійник Тюліп, що постійно тікає від поліції поїзда, оскільки вона і не людина, і не жителька вагонів. Вона супроводжує Джессі в його подорожі поїздом, борючись за визнання себе окремою особистістю, а не копією Тюліп. Виглядає як і оригінал, лише з дзеркальною шкірою. Пізніше змінює одяг і зачіску на більш бунтарські, щоб відрізнятися від оригіналу.
- Джессі Косі (Роббі Даймонд) — пасажир, який стає другом ДТ і допомагає їй уникнути поліції поїзда. Він невимушений і доброзичливий, але йому важко протистояти тиску однолітків; досвід, придбаний у поїзді, вчить його як заступитися за друзів.
- Грейс Монро (Кірбі Гавел-Батіст) — лідерка дитячої банди «Апекс», де вважають, що потрібно збільшувати число на руці, а не зменшувати, як роблять інші. Вперше з'являється в другому сезоні як антагоністка. Грейс стала прагматичною та цинічною, оскільки батьки ігнорували її, та визнавала як друга лише Саймона, хоча й ставилася до нього зверхньо. Знайомство з Гейзел спонукає Грейс відкинути забобони «Апекса» та почати цінувати різні погляди.
- Саймон Лоран (Кайл Маккарлі) — другий лідер банди та найкращий друг Грейс, який вперше з'являється поруч з нею другому сезоні. Хоча спершу вони дуже близькі, Саймон стає дедалі жорстокішим в гонитві за владою та відмовляється визнавати свої помилки. Зрештою Грейс покидає його. Єдиний з головних персонажів, який загинув.
- Гейзел (Ізабелла Ебієра) — 6-річна дівчинка, створена в ході експериментів Амелії. Вона не має справжнього номера, якийсь час жила з балакучою горилою Тубою. Коли відчуває страх, перетворюється на напівлюдину, напівчерепаху.
- Мін-Гі Парк (Джонні Янг) — хлопець, який мав нагоду стати співаком, але через тиск батьків відмовився від мрії. Хоча він каже, що має гарну роботу та планує вступити до університету, насправді він невдоволений своїм життям і не бачить перспектив.
- Раян Акагі (Секай Мурагіше) — друг Міна, який став співаком і вірить, що скласти дует із Міном після тривалої розлуки ще не пізно. Водночас він вважає друга боягузом, з яким постійно стаються невдачі.
- Кез (Мінті Левіс) — літаючий і балакучий дзвоник із готелю. Вона супроводжує Міна та Раяна у їхній подорожі. Кез комунікабельна, проте воліє ігнорувати проблеми замість вирішувати їх.

## Історія створення
Денніс Оуен початково анонсував «Нескінченний поїзд» як анімаційний фільм. Він почав займатися анімацією, створюючи відеоігри-квести та модифікації до таких ігор, як Half-Life 2 і Unreal Tournament 2004. Найбільше, на його думку, на нього вплинула Myst. З джерел натхнення також називались серіали «Доктор Хто», «Зоряний шлях: Вояджер», «Вир світів», фільм «Матриця», твори Агати Крісті та Філіпа Діка, «Нескінченна історія» Міхаеля Енде, а також «Нічні птахи в Нантакеті» та «Вовки Вілловбі Чейз» Джоан Айкен.
Пілотний епізод було вперше показано в додатку Cartoon Network та як відео за запитом 1 листопада 2016 року. Наступного дня його було випущено на YouTube-каналі Cartoon Network. В червні 2019 року цей епізод зібрав 4,7 млн переглядів, ставши найуспішнішим пілотним епізодом на каналі.
Вебсайт Cartoon Network повідомив 11 березня 2018, що «Нескінченний поїзд» буде показано як серіал. Трейлер з'явився в червні 2019 на сайті серіалу, де початком показів вказувалося 5 серпня. Його перший епізод було попередньо показано на фестивалі San Diego Comic-Con 20 липня. Пізніше того ж дня він з'явився в додатку Cartoon Network і на сайті серіалу.

## Оцінки й відгуки
Кожен сезон серіалу здобув на Rotten Tomatoes 100 % позитивних відгуків від критиків. Рейтинг на IMDb складає 8,5/10.
Джон Андерсон з видання «Wall Street Journal» охарактеризував серіал так: «Ви не можете не використати [слова] „сюрреалістичний“ чи „кафкіанський“, не ризикуючи здатися банальними, але важко описати „Нескінченний поїзд“, не вдаючись до обох. Інтелектуально пустотлива, химерна, вигадлива, рухлива, що відбувається у викривленій тоталітарній країні снів… — „подорож героя“, як сказав би Джозеф Кемпбелл».
Петрана Радуловік з Polygon відгукнулася, що «Нескінченний поїзд» виглядає «ніби „Крізь сніг“ зустрів „Час пригод“». У першому сезоні через аналітичний склад розуму Тюліп глядачі знайомляться з влаштування поїзда й навіщо він випробовує людей в дивних мінісвітах. Героїня другого сезону, на відміну від неї, особа нетипова та показує деталі того, як саме працює поїзд. А третій сезон розкриває потенціал серіалу і є найпохмурішим «з двома провідними персонажами, що борються з токсичним мисленням та травмами, поєднаними темами взаємозалежності. І ніщо з цього не було б можливим без обстановки та світобудови, закладених першими двома сезонами».
Згідно з Патрісією Ернандес з Polygon, «Нескінченний поїзд» «заповнює нішу, залишену „Часом пригод“», який завершився в 2018 році. Керолайн Цао зі SlashFilm, описала, що «„Нескінченний поїзд“ такий же божевільний, як „Аліса в Країна чудес“ та подібні химерні казки. Він по-дитячому запаморочливий та наповнений барвистими персонажами, як і слід було очікувати у високоякісній постановці Cartoon Network… У ньому наводяться прості уроки як дітям впоратися з переживанням змін у своєму житті (у випадку Тюліп втрати), пропонуючи при цьому напружену пригоду, як-от перехід на наступний шалений рівень відеоігор».
Common Sense Media відібрали «Нескінченний поїзд» до переліку анімаційних серіалів, рекомендованих дітям віком від 10-и років, зазначивши: «Освіжаючий, унікальний, вигадливий, химерний: все це описи аспектів цього надзвичайно чарівного та постійно дивуючого серіалу».